# Финале УЕФА Лиге шампиона 2003.
Финале УЕФА Лиге шампиона 2003. је била фудбалска утакмица одиграна на Олд Трафорд стадиону у Манчестеру, Енглеска, 28. маја 2003, која је одлучивала о томе који ће фудбалски клуб победити у такмичењу Лиге шампиона за сезону 2002/03. Утакмица је одиграна између два италијанска клуба Милана и Јувентуса. Меч је ушао у историју као прво финале у којем су играла два италијанска клуба. Такође је тек друго финале у историји између два тима из исте земље, прво је шпанско финале из 2000. Милан је освојио титулу после пенала, након што је утакмица завршена у регуларном току 0–0. То је била Миланова шеста титула Лиге шампиона.

## Пут до Лиге шампиона
Јувентус је ушао у Лигу шампиона као шампион Серије А по 27. пут. Милан је био четврти у лиги завршивши са шеснаест бодова мање од Јувентуса и морао је да крене такмичење од трећег кола квалификација. У Серији А одиграли су две утакмице у оквиру сезоне 2001/02, Милан је 9. децембра 2001. на Сан Сиру играо 1–1 под вођством Карла Анчелотија,  а Јувентус је 14. априла 2002. на Деле Алпију славио са 1–0 под вођством Марчела Липија. Такође су одиграли две утакмице у оквиру Купа Италије, где је Јувентус у двомечу славио са 3–2 укупним резултатом и пласирао се у финале.

## Пут до финала

### Милан
Милан је био први у својој групи Г, у којој су били Бајерн Минхен, Ленс и Депортиво Ла Коруња, и пласирао се у другу фазу где је играо у групи Ц где је такође освојио прво место. Ту су му противници били Реал Мадрид, Борусија Дортмунд и Локомотива Москва. Изгубили су само два меча, (Дортмуд 0–1, и Реал Мадрид 1–3), и пласирали се у четвртфинале где су играли са Ајаксом. Први меч је завршен резултатом 0–0, па је одлучујући меч био на Сан Сиру где је Милан славио са 3–2. У полуфиналу су се састали са градским ривалом Интером. Оба меча су завршена нерешеним резултатима (0–0, 1–1), али је Милан прошао због постигнутог гола у гостима.

### Јувентус
Јувентус је био први у групи Е, где су му противници били Њукасл јунајтед, Динамо Кијев и Фајенорд. У другој фази су завршили на другом месту групе Д, иза Манчестер јунајтеда. Доживели су поразе у оба меча са енглеским тимом (1–2, 0–3) и против Базела (1–2). У четвртфиналу су играли са Барселоном коју су избацили у продужецима (1–1, 2–1). У полуфиналу су се састали са Реалом из Мадрида, изгубили су први меч 1–2, али су у другом славили са 3–1. Због картона у финалу није могао наступати један од најбољих играча тима Павел Недвед.

## Утакмица
| Јувентус | 0 – 0 (про) (2 – 3 пен.) | Милан |
| -------- | ------------------------ | ----- |
|          |                          |       |

| Јувентус | Милан |

|                                                      |       | ПЕНАЛИ                                        |  |  |  |
| Трезеге · Бириндели · Залајета · Монтеро · Дел Пјеро | 2 – 3 | Сержињо · Седорф · Каладзе · Неста · Шевченко |  |  |  |
| Јувентус је први шутирао                             |       |                                               |  |  |  |
|                                                      |       |                                               |  |  |  |

| ЈУВЕНТУС:    |    |                         |      |     |
|              |    |                         |      |     |
| Г            | 1  | Ђанлуиђи Буфон          |      |     |
| О            | 21 | Лилијан Тирам           |      |     |
| О            | 2  | Чиро Ферара             |      |     |
| О            | 5  | Игор Тудор              |      | 42’ |
| О            | 4  | Паоло Монтеро           |      |     |
| С            | 16 | Мауро Каморанези        |      | 46’ |
| С            | 3  | Алесио Такинарди        | 69’  |     |
| С            | 26 | Едгар Давидс            |      | 65’ |
| С            | 19 | Ђанлука Замброта        |      |     |
| Н            | 17 | Давид Трезеге           |      |     |
| Н            | 10 | Алесандро Дел Пјеро (к) | 111’ |     |
| Измене:      |    |                         |      |     |
| Г            | 12 | Антонио Кименти         |      |     |
| О            | 7  | Ђанлука Песото          |      |     |
| О            | 13 | Марк Јулијано           |      |     |
| С            | 8  | Антонио Конте           |      | 46’ |
| С            | 15 | Алесандро Бириндели     |      | 42’ |
| Н            | 24 | Марко Ди Вајо           |      |     |
| Н            | 25 | Марсело Залајета        |      | 65’ |
| Тренер:      |    |                         |      |     |
| Марчело Липи |    |                         |      |     |

| МИЛАН:         |    |                      |     |     |
|                |    |                      |     |     |
| Г              | 12 | Дида                 |     |     |
| О              | 19 | Алесандро Костакурта | 18’ | 66’ |
| О              | 13 | Алесандро Неста      |     |     |
| О              | 3  | Паоло Малдини (к)    |     |     |
| О              | 4  | Каха Каладзе         |     |     |
| С              | 8  | Ђенаро Гатузо        |     |     |
| С              | 21 | Андреа Пирло         |     | 71’ |
| С              | 20 | Кларенс Седорф       |     |     |
| С              | 10 | Руи Коста            |     | 87’ |
| Н              | 7  | Андриј Шевченко      |     |     |
| Н              | 9  | Филипо Инзаги        |     |     |
| Измене:        |    |                      |     |     |
| Г              | 18 | Кристијан Абијати    |     |     |
| О              | 24 | Мартин Лаурсен       |     |     |
| О              | 25 | Роке Жуниор          |     | 66’ |
| С              | 17 | Кристијан Броки      |     |     |
| С              | 23 | Масимо Амброзини     |     | 87’ |
| С              | 27 | Сержињо              |     | 71’ |
| Н              | 11 | Ривалдо              |     |     |
| Тренер:        |    |                      |     |     |
| Карло Анчелоти |    |                      |     |     |

| Играч утакмице: Паоло Малдини Помоћне судије: Кристијан Шраер Хејнер Мулер Четврти: Волфганг Штарк |